# Katholischer Deutscher Verband farbentragender Studentenkorporationen

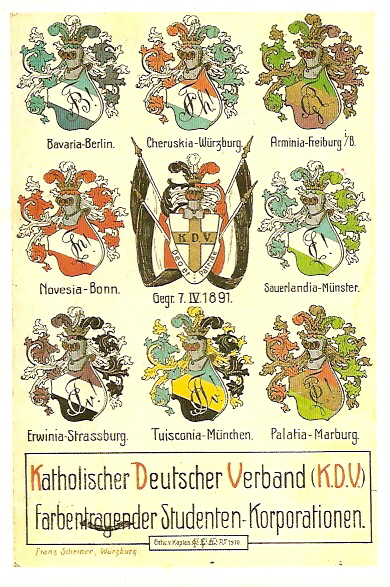
Mitgliedsbünde des KDV mit Wappen

Der KDV (Katholischer Deutscher Verband farbentragender Studentenkorporationen) ist ein Korporationsverband von heute sieben Verbindungen in Deutschland, der 1891 gegründet wurde. Zwischen 1909 und 1912 sind alle Verbindungen des KDV, der auch „kleiner CV“ genannt wurde, in den „großen CV“ eingetreten. So wurde aus dem vormals eigenständigen Verband eine inoffizielle, doch nach innen und außen geschlossene Untergliederung des CV, wobei der KDV noch heute seine innere Souveränität hoch schätzt.

## Geschichte
Der KDV wurde am 7. April 1891 in Mönchengladbach als Kartellvereinigung katholischer deutscher Studentenkorporationen gegründet und bestand bis 1911. Seit 1905 trug er den Namen Katholischer Deutscher Verband farbentragender Studentenkorporationen (KDV).
Der Wahlspruch des KDV lautete deo et patriae (Für Gott und Vaterland), seine Verbandsfarben waren schwarz-weiß-rot. Das Verbandsorgan des KDV hieß Universitas.

Nachdem es schon seit 1902 Bestrebungen für einen Zusammenschluss mit dem seit 1856 bestehenden Cartellverband der katholischen deutschen Studentenverbindungen (CV) gegeben hatte, traten die Mitgliedsverbindungen des KDV in den Jahren 1910 bis 1912 in den CV ein. Aufgrund von Nachwuchsschwierigkeiten trat Arminia am 1. Dezember 1909, als erste Verbindung aus dem KDV aus, wandelte sich zur Katholischen Deutschen Studentenverbindung und trat am 20. August 1910 dem Cartellverband bei. Dem Beispiel Arminias folgten die anderen Verbindungen des KDVs 1911 bis 1912 sukzessive nach. Da dieser erst 1899 sein Singularitätsprinzip, wonach an jedem Hochschulort nur eine CV-Verbindung bestehen könne, aufgegeben hatte, konnten dem CV bis zu diesem Zeitpunkt ähnlich ausgerichtete, aber später gegründete Verbindungen nicht beitreten. Wegen der weitgehend übereinstimmenden korporativen Ausrichtung wurde der KDV aber mitunter auch Kleiner CV genannt. 

Chargierte des KDV im Jahre 1908 in Würzburg

Die KDV-Gründungsverbindungen Novesia Bonn und Sauerlandia Münster gingen ein Kartellverhältnis ein, das auf den Prinzipien religio (Katholizismus), scientia (Wissenschaft) und amicitia (Freundschaft) gründete und die Verwerfung des studentischen Zweikampfes einschloss. Später kamen sieben weitere Verbindungen hinzu, die größtenteils aus dem Verband heraus gegründet wurden.
Heute bilden die noch bestehenden sieben Verbindungen des ehemaligen KDV eine Traditionsgemeinschaft innerhalb des CV. Höhepunkt ist das jährliche KDV-Treffen im Wintersemester.

## Mitgliedsverbindungen
Die Sortierung erfolgt nach Aufnahme in den Verband.
|  |
|  |
|  |
|  |
|  |

|  |
|  |
|  |
|  |
|  |

|  |
|  |
|  |
|  |
|  |

|  |
|  |
|  |
|  |
|  |

|  |
|  |
|  |
|  |
|  |

|  |
|  |
|  |
|  |
|  |

|  |
|  |
|  |
|  |
|  |

|  |
|  |
|  |
|  |
|  |

|  |
|  |
|  |
|  |
|  |